# Cantó de La Rochelle-6
El cantó de La Rochelle-6 és un cantó francès del departament del Charente Marítim, situat al districte de La Rochelle. Compta amb part del municipi de La Rochelle.
| Data d'elecció                           | Identitat     | Partit | Qualitat |
| ---------------------------------------- | ------------- | ------ | -------- |
| 1976-1985                                | Léon Belly    | PCF    |          |
| 1985-1992                                | Pierre Garang | RPR    |          |
| 1992-1999                                | Maxime Bono   | PS     |          |
| 1999-2004                                | Joseph Mallet | PRG    |          |
| 2004-                                    | Denis Leroy   | PS     |          |
| les dades anteriors no són pas conegudes |               |        |          |
|                                          |               |        |          |